# XPNPEP2
Аминопептидаза P2 (англ. X-prolyl aminopeptidase (aminopeptidase P) 2, membrane-bound; XPNPEP2; Xaa-Pro aminopeptidase 2; КФ 3.4.11.9) — мембранная пептидаза, металлопротеаза, участвует в воспалительной реакции.

## Структура и функция
Тримерный белок связан с клеточной мембраной, характеризуется высоким уровнем гликозилирования. Мономер состоит из 674 аминокислот с массой 75,6 кДа. Эта металлопротеаза участвует в воспалительном и других процессах, возникающих в ответ на повреждение или инфекцию. Она играет роль в метаболизме сосудорасширяющего пептида брадикинина. Может входить в состав кавеол.

## Активность
Эта металлопротеаза специфически гидролизует N-концевую пептидную связь у аминокислоты пролина:
```
-X-Пролин-Y- → -X + Пролин-Y-
```

Однако, этот фермент плохо гидролизует связь, если X — пролин или глицин или если Y — аминокислота с большой боковой цепью.